# Il selvaggio di Santa Venere
Il selvaggio di Santa Venere è un romanzo dello scrittore italiano Saverio Strati pubblicato nel 1977.
Il libro ha vinto lo stesso anno il Premio Campiello.

## Struttura del testo
Il romanzo nasce come rielaborazione del racconto Leo, composto dall'autore nel 1952.
Il romanzo non è suddiviso in capitoli: a segnare gli stacchi nella narrazione (che spesso corrispondono al cambio di punto di vista e di voce narrante) tra le tre generazioni degli Arcadi sono degli spazi bianchi.

## Trama
La vicenda parte da quando Mico Arcàdi, giovane contadino calabrese di umile condizione, è chiamato alle armi nella prima guerra mondiale e viene a contatto con persone di diversa origine ed estrazione sociale, rendendosi conto di quanto limitato fosse l'ambiente in cui aveva vissuto fino a quel momento e di quanto egli stesso fosse ignorante. Diviene attendente di un tenente che lo prende in simpatia e lo aiuta a migliorare la sua istruzione, in particolare quando entrambi vengono feriti e passano del tempo insieme in un ospedale militare.
Tornato a casa, Mico prende moglie e gli nasce un figlio, Leo, per il quale desidera un futuro da uomo istruito. Tuttavia il piccolo Leo, timido e introverso, si trova male a scuola, dove per il suo carattere è canzonato e preso di mira dagli altri bambini. Il suo rendimento non è dei migliori e ciò non lo aiuta ad entrare nelle grazie del maestro, un fervente fascista, così non prosegue gli studi dopo la scuola elementare.
Mico, come per punire il figlio di non aver corrisposto alle sue aspettative, porta Leo a lavorare con sé nelle terre che possiede a Santa Venere, e lo tiene sui monti senza tornare in paese se non molto raramente. Leo cresce così sempre più scontroso e finisce coll'essere soprannominato il Selvaggio di Santa Venere.
Ormai adolescente, Leo fa la conoscenza di Santo, ragazzo di un paese vicino che vive col mito della 'ndrangheta. I due diventano grandi amici arrivando a condividere la stessa donna (Antonia, una ragazza di facili costumi), nonostante Mico non veda bene le frequentazioni mafiose di Santo; Leo vede invece nell'affiliazione ad una 'ndrina il modo per ottenere rispetto nella società. Grazie al suo amico incontra un ergastolano, rilasciato dal carcere, che per fedeltà alla 'ndrina aveva confessato un omicidio che non aveva commesso, e un rimpatriato dall'America che aveva fatto il gangster oltreoceano. Leo si fa quindi iniziare, ma se ne pente subito, avendo riflettuto sugli ammonimenti del padre, tanto più che viene costretto ad assistere all'omicidio di un affiliato che ha fatto il delatore con le forze dell'ordine.
Allo scoppio della seconda guerra mondiale è Leo ad essere richiamato sotto le armi. Il viaggio fino a Bologna, dove deve presentarsi alle autorità militari, è traumatico, poiché è compiuto insieme con tre compaesani che lo angariano per tutto il tempo; poi però si trova meglio, soprattutto dopo aver conosciuto il suo commilitone Pietro, che durante una licenza lo conduce a casa sua in Toscana, facendogli conoscere i suoi famigliari, tra cui la sorella Mariella.
Durante la guerra, Leo è imbarcato per l'Albania e poi per la Grecia; è lì che viene sorpreso dalla notizia dell'armistizio l'8 settembre 1943 e decide di aggregarsi alla Resistenza greca.
Torna a casa a guerra finita e, dopo aver preso moglie, nel 1946 gli nasce un figlio, Dominic, seguito poi da una femmina. Leo da allora cerca di tenersi lontano dagli ambienti della 'ndrangheta ma senza mai tradirla, più per un senso di coerenza col proprio passato che per timore di ritorsioni. Essendosi reso conto di avere sbagliato a non aver proseguito gli studi, cerca di aggiornarsi sulle ultime novità in campo agricolo e decide di impiantare degli alberi da frutto più remunerativi dei cereali, come il bergamotto. Leo vorrebbe coinvolgere Dominic nei suoi progetti di ammodernamento dell'azienda agricola, ma questi preferisce lasciarsi alle spalle l'ambiente calabrese, chiuso e condizionato dalla 'ndrangheta, emigrando prima all'estero poi in Emilia-Romagna, dove trova lavoro come muratore e si sposa. In lui c'è però la consapevolezza che un giorno, quando il padre non sarà più in grado di occuparsi dei suoi poderi, toccherà a lui prendersene cura tornando nella terra natia.

## Personaggi
Domenico Arcadi, detto don Mico
Contadino calabrese, padre di Leo e nonno di Dominic, narratore di terzo grado delle vicende che lo coinvolgono.
Leo Arcadi, detto il Selvaggio di Santa Venere
Figlio di don Mico e padre di Dominic,  narratore di secondo grado.
Dominic Arcadi
Figlio di Leo e nipote di don Mico, narratore di primo grado.
Pepè Murga
Ragazzo di buona famiglia, miglior amico di Leo fino all'incontro con Santo. Il rapporto tra i due si guasta in seguito.
Santo
Amico di Leo con una grande ammirazione per la 'ndrangheta.
Nino
Ergastolano scarcerato, affiliato alla 'ndrangheta.
L'Americano
Personaggio affiliato alla 'ndrangheta, ritornato nella terra natia dopo essere emigrato negli Stati Uniti dove ha fatto il gangster.
Rosinella
Ragazza compaesana di Leo, suo primo amore e grande rimpianto.
Antonia
Ragazza di limitata intelligenza e di facili costumi che inizia Leo al sesso con la benevolenza di Santo.
Michele Spanò, Vincenzo Zumbo e Rosario Minassi
Compaesani di Leo, richiamati alle armi con lui. Zumbo muore durante la campagna di Russia, mentre Minassi emigra in Argentina.
Pietro
Commilitone di Leo, a cui si affeziona molto. Lo invita a casa sua, a Camucia, dove gli fa incontrare la sua famiglia, offrendogli, a guerra finita, un lavoro nei suoi campi e, implicitamente, la mano di sua sorella Mariella.

## Critica
Il libro è stato accolto in modo generalmente positivo dalla critica. Geno Pampaloni ha sottolineato la rilevanza del personaggio di Leo, nel quale sono presenti il momento lirico e quello protestatario, la magica solitudine della natura e l'insofferenza a restarne prigionieri, e la profondità nella descrizione del mondo contadino, che ricorda quella di Fenoglio. Tuttavia, ritiene il romanzo inferiore alle opere del neorealismo magico degli esordi.

## Edizioni
- Saverio Strati, Il selvaggio di Santa Venere, collana Scrittori italiani e stranieri, Milano, Bompiani, 1977.
- Saverio Strati, Il selvaggio di Santa Venere, Milano, Club degli Editori, 1977.
- Saverio Strati, Il selvaggio di Santa Venere, collana Oscar narrativa, n. 840, Milano, Mondadori, 1987.
- Saverio Strati, Il selvaggio di Santa Venere, collana Grandi premi della letteratura italiana, Milano-Novara, Mondadori-De Agostini, 1993.